# Santa Maria della Pace (Nápoly)
A Santa Maria della Pace egy nápolyi templom a Via Tribunali mentén a Castel Capuanóval átellenben. A 15. században épült a Caracciolo család számára. Tervezője Andrea Ciccione volt. Nevét a XIV. Lajos francia és IV. Fülöp spanyol király között 1659-ben létrejött békeszerződés emlékére kapta. Belsőjét az 1732-es földrengés után újjáépítették Domenico Antonio Vaccaro vezetése alatt. Az apszist Tagliacozzi Canale alkotásai díszítik.

## További információ
- A Wikimédia Commons tartalmaz Santa Maria della Pace témájú kategóriát.